# Raymond Massey
Raymond Hart Massey (30 de agosto de 1896 - 29 de julio de 1983) fue un actor canadiense.

## Biografía

### Juventud
Massey nació en Toronto, Ontario, hijo de Anna (apellido de soltera Vincent) y Chester Daniel Massey, el rico dueño de la compañía de tractores Massey Ferguson. Asistió brevemente a la escuela secundaria en el Upper Canada College, antes de ser transferido al Appleby College en Oakville, Ontario y se graduó de la universidad en la Universidad de Toronto, donde él y su hermano eran miembros activos en la Kappa Alpha Society y en el Balliol College, Oxford.
Cuando estalló la Primera Guerra Mundial, Massey se alistó en el ejército de Canadá, sirviendo en artillería en el frente occidental. Regresó a Canadá sufriendo neurosis de guerra y fue contratado como un instructor del ejército para oficiales americanos en Yale. En 1918, fue enviado a servir en Siberia, donde hizo su primera aparición en un escenario, entreteniendo a las tropas americanas en servicio. Fue herido severamente en acción en Francia, por lo que fue enviado a casa, donde finalmente trabajó en el negocio familiar, vendiendo instrumentos para la granja.
Raymond Massey alzó su fama al interpretar a Jonathan Brewster en Arsénico por compasión en 1944 junto a Cary Grant, Josephine Hull y Jean Adair. También interpretó el papel de Adam Trask, padre de Cal Trask (James Dean) en la película dramática Al este del Edén (1954) del gran director Elia Kazan.
Falleció víctima de neumonía.

## Filmografía
- High Treason (1928)
- The Crooked Billet (1929)
- The Speckled Band (1931)
- The Old Dark House (1932)
- The Face at the Window (1932)
- La Pimpinela Escarlata (1934)
- Things to Come (La vida futura, 1936)
- Under the Red Robe (1936)
- Dreaming Lips (1936)
- Fire Over England (1936)
- The Prisoner of Zenda (1937)
- The Hurricane (1937)
- Black Limelight (1938)
- The Drum (1938)
- Abe Lincoln in Illinois(1940)
- Santa Fe Trail (1940)
- 49th Parallel (1941)
- Dangerously They Live (1941)
- Desperate Journey (Jornada desesperada, 1942)
- Reap the Wild Wind (1942)
- Action in the North Atlantic (1943)
- Arsenic and Old Lace (Arsénico por compasión, 1944)
- The Woman in the Window (La mujer del cuadro, 1944)
- Hotel Berlin (1945)
- God Is My Co-Pilot (1945)
- A Matter of Life and Death (1946)
- Mourning Becomes Electra (1946)
- Possessed (1947)
- Roseanna McCoy (1949)
- The Fountainhead (1949)
- Barricade (1950)
- Chain Lightning
- Dallas (Dallas, ciudad fronteriza, 1950)
- Sugarfoot (1951)
- Come Fill the Cup (1951)
- David and Bathsheba (1951)
- Carson City (1952)
- The Desert Song (1953)
- Battle Cry; (1955)
- Prince of Players (1955)
- Al este del edén (1955)
- Seven Angry Men (1956)
- Omar Khayyam (1957)
- The Naked and the Dead (1957)
- Now That April's Here (1958)
- The Fiercest Heart (1958)
- The Great Impostor (1958)
- The Queen's Guards (1958)
- How the West Was Won (La conquista del Oeste, 1962)
- Mackenna's Gold (El oro de Mackenna, 1969)
- The Preacher

## Premios y distinciones
Premios Óscar
| Año  | Categoría   | Película            | Resultado |
| ---- | ----------- | ------------------- | --------- |
| 1941 | Mejor actor | Lincoln en Illinois | Nominado  |